# 袁徽
袁徽（？—？），東漢末年人物，袁霸弟、袁渙從弟。

## 生平
袁渙與從弟袁徽兩人都以德行著稱。東漢末年天下將亂，袁徽避難交州。司徒曾徵召他，但他不願前往。

## 評價眾人
袁徽寄身交州時，他寫信給尚書令荀彧評價許靖說：「許文休英才偉士，智謀策略足以參與大事。自他流落交州以來，與眾人相處，每當有危急之事，他總是先人後己，與親族內外的人共同飢寒。他以紀綱對待同仁，仁恕寬厚，都有收效，無法一一列舉而已。」
他也寫信給荀彧評價士燮說：「交阯士府君既學問優博，又通曉治政，大亂之中，能夠保全一郡之地二十餘年，疆界沒有戰事，百姓不失業，商人行旅都蒙受過其好處。即便像竇融保全河西之地，也不能超過他？閒暇之餘，他還研習書傳，尤其對《春秋左氏傳》的研析精微，我曾多次以該書中的一些疑題向他詢問，他都能舉以師說且解釋詳密。對《尚書》也能兼通古今文，大義理解非常透徹。聽說京師古文經學派與今文經學派老是爭辯不休，他現正打算論析《左氏春秋》、《尚書》的涵義而後上奏。」